# Wilischthal

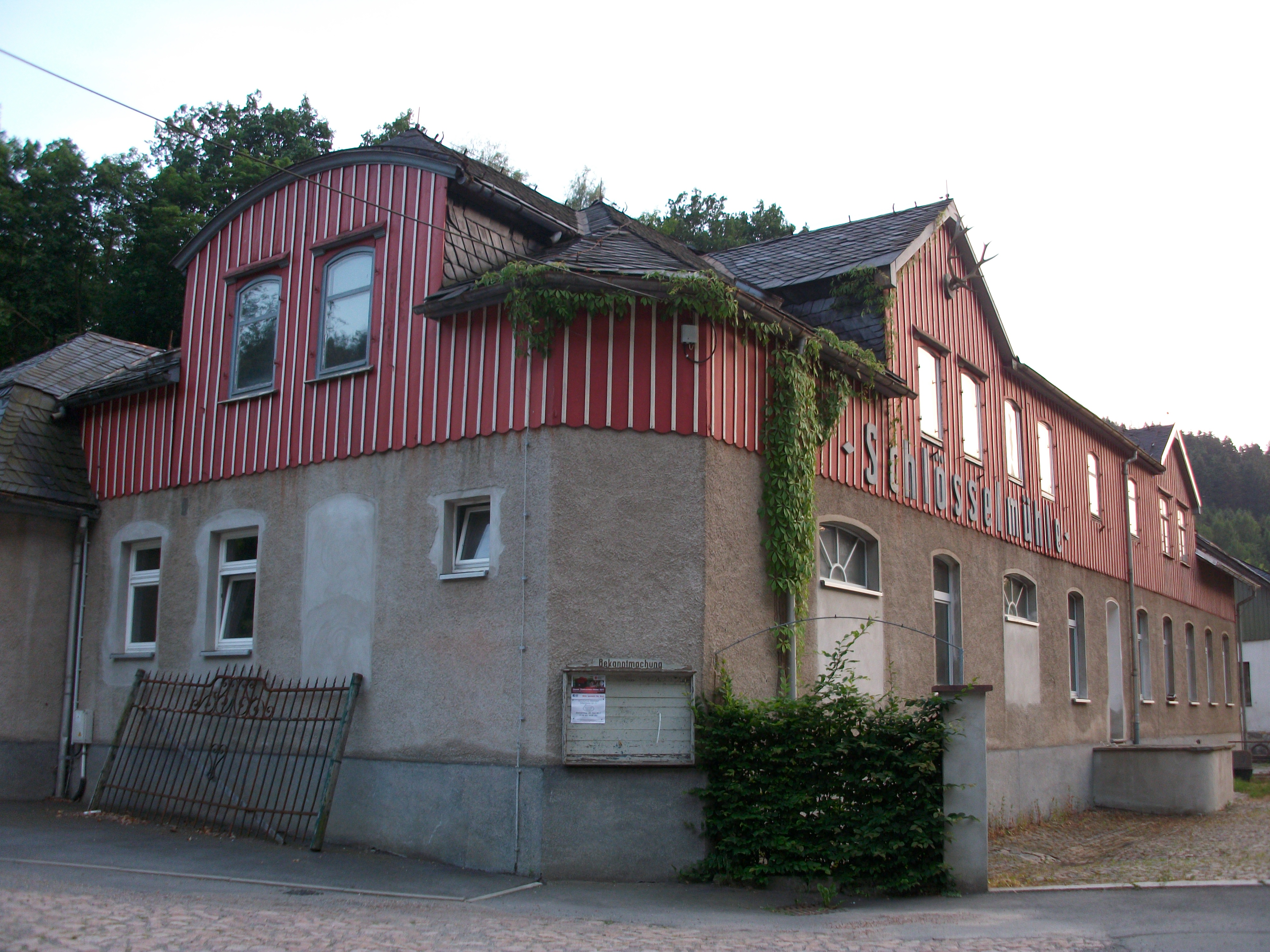
Wilischthal (Amtsberg), Schlösselmühle (2017)

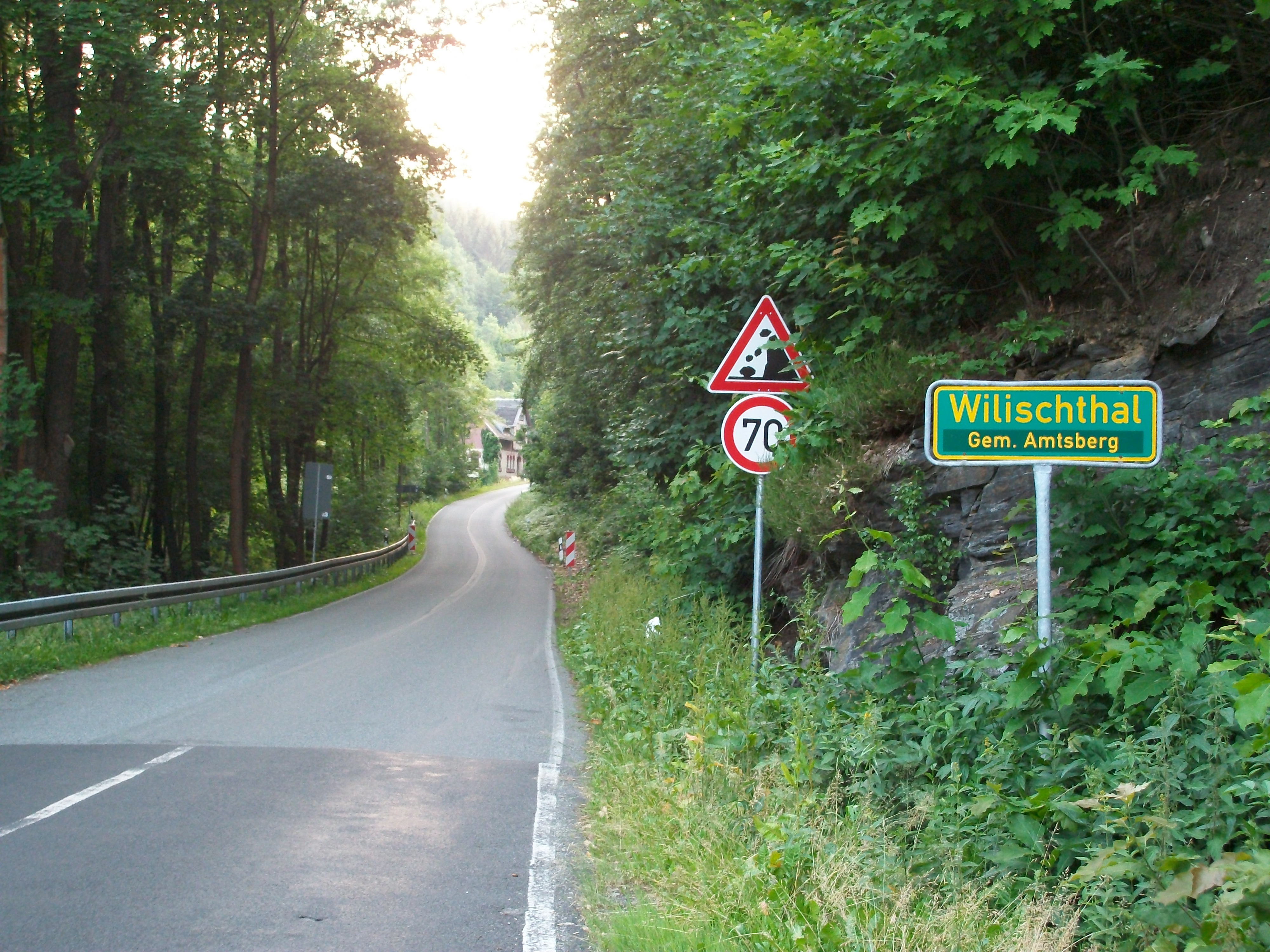
Wilischthal (Amtsberg), Ortsschild

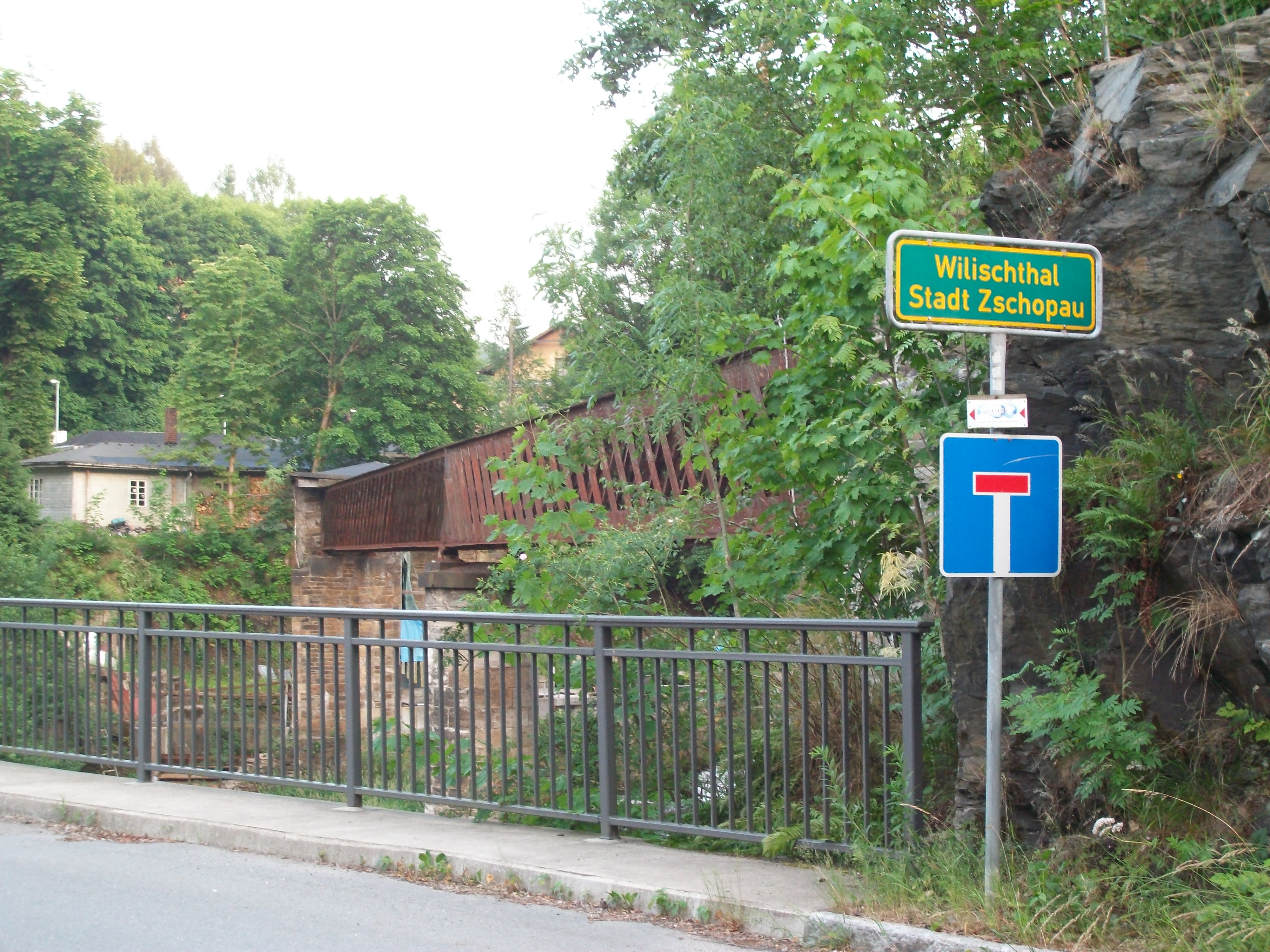
Wilischthal (Zschopau), Ortsschild mit Eisenbahnbrücke

Wilischthal bezeichnet eine Siedlung im Tal der Wilisch im Erzgebirgskreis in Sachsen, die jetzt aus Ortsteilen dreier politischer Gemeinden besteht.

Bis 31. Dezember 1993 (Bildung der Gemeinde Amtsberg) gehörte diese zu vier Gemeinden: Schlösschen, Weißbach, Grießbach und Zschopau.
Somit gibt es je einen Ortsteil Wilischthal jetzt in der
- Stadt Zschopau (mittlerer Teil östlich der Mündung der Wilisch in die Zschopau mit dem Bahnhof Wilischthal und dem mit dem ehemaligen Draht- und Federnwerk (Werk I und Werk II)). Wilischthal besitzt einen Haltepunkt an der Zschopautalbahn (Flöha–Vejprty). Von 1886 bis 1972 war Wilischthal auch Ausgangspunkt der Schmalspurbahn Wilischthal–Thum.
- Gemeinde Amtsberg (nördlicher Teil an der Wilisch mit der „Villa Wilisch“).
Der bisher zur Gemeinde Schlößchen gehörige Ortsteil entstand 1792 aus einer zum Rittergut Porschendorf gehörenden Öl- und Mahlmühle, der Schlösselmühle, am Ufer der Wilisch. Diese wurde später in die bis 1995 produzierende und mittlerweile abgerissene Papierfabrik Wilischthal einbezogen.[1][2]
Jetzt gehörte auch der bisher zur Gemeinde Weißbach gehörige Ortsteil gegenüber der „Villa Wilisch“  mit der ehemalige Spinnerei (1861 gegründet) zur Gemeinde Amtsberg.[2]
- Gemeinde Drebach (südlicher Teil westlich der Zschopau mit der ehemaligen Schneidemühle. Dieser war vor 1998 ein Ortsteil von Grießbach, dann bis 2004 ein Ortsteil von Venusberg). Im Drebacher Teil wohnen etwa 80 Personen.[3]

Siehe auch: KZ-Außenlager Wilischthal